# Gmina Mikstat
Die Gmina Mikstat ist eine Stadt-und-Land-Gemeinde im Powiat Ostrzeszowski der Woiwodschaft Großpolen in Polen. Ihr Sitz ist die gleichnamige Stadt (deutsch Mixstadt) mit etwa 1800 Einwohnern.

## Gliederung
Die Stadt-und-Land-Gemeinde Mikstat gehören die Stadt selbst und sieben Dörfer mit Schulzenämtern (sołectwa):
| Name                   | deutscher Name (1815–1919) | deutscher Name (1939–1945) |
| ---------------------- | -------------------------- | -------------------------- |
| Biskupice Zabaryczne   | Biskupice Zabaryczne       | Bischofsheide              |
| Kaliszkowice Kaliskie  | Kaliszkowice Kaliskie      | Kaltenborn                 |
| Kaliszkowice Ołobockie | Kaliszkowice Olobockie     | Kalischerheide             |
| Kotłów                 | Kotlow                     | Kirchberg                  |
| Komorów                | Komorow                    | Wölfingen                  |
| Mikstat-Pustkowie      | Pustkowie                  | (zu Mixstadt)              |
| Przedborów             | Przedborow                 | Vorwalden                  |